# Newburg (Dakota del Nord)
Newburg è un centro abitato (city) degli Stati Uniti, situato nella Contea di Bottineau nello Stato del Dakota del Nord. Nel censimento del 2000 la popolazione era di 88 abitanti. La città è stata fondata nel 1905.

## Geografia fisica
Secondo i rilevamenti dell'United States Census Bureau, la località di Newburg si estende su una superficie di 0,30 km², tutti occupati da terre.

## Popolazione
Secondo il censimento del 2000, a Newburg vivevano 88 persone, ed erano presenti 25 gruppi familiari. La densità di popolazione era di 261,4 ab./km². Nel territorio comunale si trovavano 64 unità edificate. Per quanto riguarda la composizione etnica degli abitanti, il 100% era bianco.
Per quanto riguarda la suddivisione della popolazione in fasce d'età, il 15,9% era al di sotto dei 18, il 4,5% fra i 18 e i 24, il 22,7% fra i 25 e i 44, il 26,1% fra i 45 e i 64, mentre infine il 30,7% era al di sopra dei 65 anni di età. L'età media della popolazione era di 48 anni. Per ogni 100 donne residenti vivevano 83,3 maschi.